# Metodo delle secanti

Le prime tre iterazioni del metodo delle secanti. La curva rossa è la funzione f(x), ed i segmenti blu sono le secanti. In questo caso si ha convergenza verso la radice.

Le prime due iterazioni del metodo delle secanti. La curva rossa è la funzione f(x), ed i segmenti blu sono le secanti. In questo caso non si ha convergenza verso la radice.

In matematica, e in particolare in analisi numerica, il metodo delle secanti (o metodo delle secanti con estremi variabili) è uno dei metodi più semplici per il calcolo approssimato di una soluzione di un'equazione della forma {\displaystyle f(x)=0}. Esso si applica dopo avere determinato un intervallo {\displaystyle [a,b]} che contiene una sola radice.
Il metodo consiste nel costruire una successione di punti con il seguente criterio: assegnati due punti iniziali {\displaystyle x_{0},x_{1}}, per ogni {\displaystyle n\geq 1} il punto {\displaystyle x_{n+1}} sia lo zero della retta passante per i punti {\displaystyle (x_{n-1},f(x_{n-1})),(x_{n},f(x_{n}))}. Si ottiene
{\displaystyle x_{n+1}=x_{n}-{\frac {x_{n}-x_{n-1}}{f(x_{n})-f(x_{n-1})}}f(x_{n})}.
Rispetto al metodo delle corde, quello delle secanti richiede un punto iniziale in più e ad ogni passo il calcolo del rapporto che compare nella formula. Inoltre la convergenza è locale, cioè dipende dalla scelta dei punti iniziali {\displaystyle x_{0},x_{1}}; il guadagno è però una maggiore velocità di convergenza, che risulta superlineare.
Si dimostra infatti che, detta {\displaystyle \alpha } la soluzione corretta, se {\displaystyle f\in C^{2}([a,b]),f''(\alpha )\neq 0}  e  {\displaystyle x_{0},x_{1}} sono abbastanza vicini ad {\displaystyle \alpha },
allora il metodo converge con ordine
{\displaystyle p={\frac {1+{\sqrt {5}}}{2}}\approx 1,618}